# HP-9100

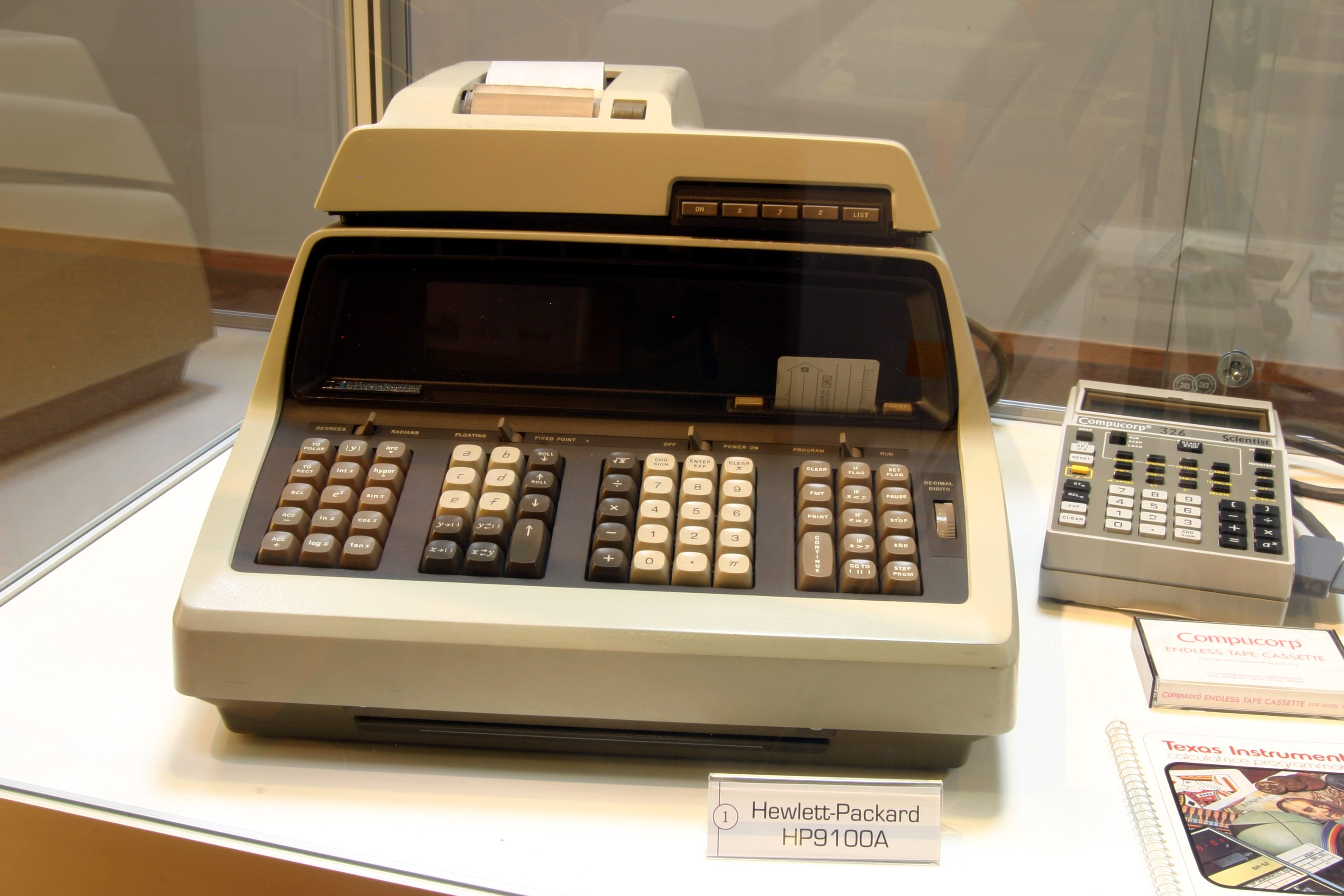
HP 9100A

La HP 9100A, introducida en 1968, fue la primera calculadora de Hewlett-Packard (HP). Era una calculadora de escritorio que costaba 4900 $ USA. Además de las cuatro operaciones básicas de las calculadoras electrónicas de otras compañías, la HP 9100 tenía funciones trigonométricas, hiperbólicas, logaritmos, exponenciación y raíz cuadrada, entre otras, y también era programable. Su memoria era de 2208 bits, que se repartían entre memoria de almacenamiento de programas y de registros para almacenamiento de números. Tenía 16 registros y hasta 196 pasos de programación.
La HP 9100 usaba la notación polaca inversa para la realización de los cálculos. A diferencia de las calculadores HP más modernas, que tenían una "pila" para 4 números, la HP 9100 tenía una pila de 3 números, que eran mostrados en su pantalla de CRT. El funcionamiento de esta pila fue algo diferente al de las calculadoras posteriores. La HP 9100 almacenaba la información en tarjetas magnéticas y opcionalmente se le podía instalar una impresora y un plotter.
Al siguiente año, en 1969, fue introducida la HP 9100B, que mejoraba al modelo anterior en algunas características, duplicaba la memoria para registros y programas del modelo anterior, y añadió cinco niveles de subrutinas.
Debido a las similitudes de las máquinas, Hewlett-Packard se vio obligada a pagar unos 900 000 dólares como indemnización a Olivetti tras copiar algunas de las soluciones adoptadas en el Programma 101, como la tarjeta magnética y la arquitectura.

## Características de la HP-9100A
- Memoria de núcleo magnético permanente para hasta 196 líneas de programación y 6 variables (a..f)
- Tres niveles de stack
- Usaba notación polaca inversa (RPN)
- Funciones complejas, trigonométricas e hiperbólicas
- Rango numérico desde 10-98 a 1099
- Pantalla para la representación de tres líneas (registros x, y, z)
- Lector/escritor de tarjetas integrado para guardar los programas
- Estructuras de control (bifurcación, flags, instrucción GOTO)
- Opcionales: Impresora, graficadora, expansión de memoria, etc.